# Distretto di Huayllati
Il distretto di Huayllati è un distretto del Perù nella provincia di Grau (regione di Apurímac) con 1.830 abitanti al censimento 2007 dei quali 515 urbani e 1.315 rurali.
È stato istituito il 2 gennaio 1857.